# Robert James-Collier
Robert James-Collier (23 de Setembro de 1976) é um ator e modelo Britânico. Ele é conhecido pelos seus papéis como Thomas Barrow em Downton Abbey e como Liam Connor em Coronation Street.

## Primeiros anos
Rob James-Collier nasceu em Salford, Greater Manchester, como Robert Collier, mas mudou o seu nome para Robert James-Collier para respeitar as regras da Equity (British Actors Equity Association). Ele estudou na St Patrick's school na cidade de Eccles, na Greater Manchester.
James-Collier tem dois diplomas; ele estudou administração na University of Huddersfield e marketing na University of Manchester Institute of Science and Technology.